# Léon Lepage

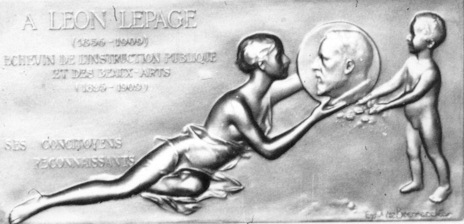
Monument ter ere van Léon Lepage.

Léon Marie Philippe Ghislain Lepage (Brussel, 4 april 1856 - 10 oktober 1909) was een Belgisch volksvertegenwoordiger.

## Levensloop
Lepage promoveerde tot doctor in de rechten (1878) aan de ULB en vestigde zich als advocaat in Brussel.
Hij was gemeenteraadslid van Brussel vanaf 1884 en was schepen van Onderwijs en Schone Kunsten van 1895 tot aan zijn dood. Hij was provincieraadslid voor Brabant (1882 tot 1892 en 1898 tot 1900).
Hij werd liberaal volksvertegenwoordiger voor het arrondissement Brussel van 1892 tot 1894 en opnieuw van 1900 tot aan zijn dood.
Hij was verder ook nog:
- bestuurder van het Kanaal en de haven van Brussel,
- lid van de beschermingsraad voor arbeiderswoonsten in Brussel,
- bestuurder van de ULB (1894-1909),
- voorzitter van de Nijverheidsschool in Brussel (1895-1909),
- ondervoorzitter van de Kunstacademie van Brussel (1895-1909),
- ondervoorzitter van de Beroepsschool voor meisjes in Brussel (1896-1901),
- bestuurder van de Beroeps- en Huishoudschool Couvreur in Brussel (1896-1901),
- lid van de Controlecommissie van de Muziekacademie (1896-1909),
- lid van de Koninklijke Archeologische Vereniging in Brussel (1897-1909),
- voorzitter van de Brusselse Kring voor studies en reizen,
- voorzitter van de Voorzorgskas van Brussel,
- erevoorzitter van de school voor Tapijtsiers en Garnierders,
- lid vanaf 1879 van de Brusselse vrijmetselaarsloge Les Amis Philanthropes.

## Eerbetoon
In Brussel is er een 
- Basisschool Léon Lepage,
- Atheneum Léon Lepage,
- Léon Lepagestraat,
- Parking Léon Lepage.

In de Lepagestraat werd in 1932 een monument-bas-reliëf geplaatst in herinnering aan Léon Lepage.